# محمد اشتیه
محمد اشتیه (زاده ۱۷ ژانویه ۱۹۵۸) نخست‌وزیر دولت فلسطین از ۲۰۱۹ تا ۲۰۲۴ و از رهبران سازمان فتح است. اشتیه، پست‌های مختلفی مثل سردبیری روزنامه الشعب، استاد دانشگاه بیرزیت، رئیس شورای اقتصادی توسعه و بازسازی فلسطین (بکدار) و وزیر مسکن بوده‌است. وی همچنین در سال‌های ۲۰۰۹ و ۲۰۱۶ به عنوان عضو کمیته مرکزی جنبش آزادی‌بخش ملی فلسطین برگزیده شد.